# II wiek p.n.e.
II wiek p.n.e.
<>

## Urodzili się
- 106 p.n.e. – Cyceron, rzymski prawodawca, polityk i pisarz
- 102 lub 100 p.n.e. – Gajusz Juliusz Cezar, rzymski polityk, wódz, dyktator i pisarz

## Zmarli
- około 184 p.n.e. – Plaut – Titus Maccius Plautus, rzymski komediopisarz
- 183 p.n.e.
  - Scypion Afrykański, rzymski wódz i polityk
  - Hannibal, kartagiński wódz i polityk
- 149 p.n.e. – Katon Starszy, rzymski polityk i pisarz
- około 118 p.n.e. – Polibiusz, grecki historyk

## Wydarzenia w Europie
- około 200 p.n.e.
  - nasilenie wpływów greckich na cywilizację Rzymu
  - Rzymianie używają kamienia, cementu i cegły palonej (budownictwo)
  - rozwój portretu realistycznego w Rzymie
- 200–100 p.n.e. – rozwój umocnionych ośrodków plemiennych (opiddów) w Europie celtyckiej
- 200–197 p.n.e. – druga wojna macedońska
- 197 p.n.e. – klęska Filipa V, władcy Macedonii w bitwie z Rzymianami pod Kynoskefalaj
- 196 p.n.e.
  - postawienie pierwszego łuku triumfalnego w Rzymie
  - Rzym ogłosił niepodległość miast greckich
- 195 p.n.e. – rzymski konsul Katon Starszy krwawo stłumił powstanie w Hispanii (wybuchło w 197 p.n.e.)
- 192 p.n.e.
  - Rzym zakończył podbój Galii Cisalpińskiej (Przedalpejskiej)
  - początek wojny Antiocha III z Rzymem
- 190 p.n.e. 14 marca – zaćmienie Słońca obserwowane w Rzymie
- 186 p.n.e. – zakaz bachanaliów w Rzymie
- 184 p.n.e. – cenzura Katona
- 177 p.n.e. – aneksja Istrii
- 171–168 p.n.e. – trzecia wojna macedońska
- 170 p.n.e. – silne trzęsienie ziemi poważnie uszkodziło dwunastometrowy posąg Zeusa w świątyni w Olimpii
- 168 p.n.e.
  - klęska Perseusza, władcy Macedonii, w bitwie z Rzymianami pod Pydną
  - wojska rzymskie pod wodzą Lucjusza Anicjusza podbiły ostatecznie Ilirię
- 167 p.n.e. – sprowadzenie do Rzymu biblioteki Perseusza
- 166 p.n.e. – pierwsze handlowe poselstwo Rzymian wyruszyło do Chin
- 161 p.n.e. – wysiedlenie filozofów greckich z Rzymu
- około 160 p.n.e.
  - w Rzymie pojawiły się pierwsze biblioteki publiczne
  - Rzym zamieszkiwało ok. 1,2 mln osób
- 148 p.n.e.
  - budowa w Rzymie pierwszej marmurowej świątyni w stylu greckim
  - Republika rzymska utworzyła prowincję w Macedonii
- 147 p.n.e. – wybuch powstania greckiego przeciw Rzymianom
- 146 p.n.e. – Rzym zniszczył Korynt i przejął kontrolę nad całym terytorium Grecji
- 142 p.n.e. – pierwszy kamienny most na Tybrze
- około 140 p.n.e.
  - powstanie rzeźby Wenus z Milo
  - początki kontaktów filozofów rzymskich z myślą filozoficzną Grecji
- 138 p.n.e. – na Sycylii wybuchło I powstanie niewolników
- 133 p.n.e.
  - Rzymianie złamali opór Celtyberów pod Numancją
  - konsul i prawnik rzymski Publiusz Mucjusz Scewola tworzył podstawy prawa cywilnego
- 123 p.n.e.
  - Rzymianie zdobyli skolonizowane przez Fenicjan wyspy Baleary (okrutna rzeź mieszkańców)
  - trybun ludowy Tyberiusz Grakchus próbował wprowadzić reformę rolną w Rzymie
- 121 p.n.e. – Galia Narbońska została rzymską prowincją
- 120–101 p.n.e. – inwazja Cymbrów i Teutonów na Galię, Hispanię i północną Italię
- 107–100 p.n.e. – Mariusz przeprowadził reformę armii rzymskiej
- 105 p.n.e. – Cymbrowie i Teutoni rozbili wojska rzymskie w bitwie pod Arausio (na lewym brzegu Rodanu)
- 102 p.n.e. – Rzymianie pod wodzą Mariusza zadali klęskę Teutonom pod Aquae Sextiae
- 101 p.n.e. – Cymbrowie wkroczyli do północnej Italii, rozbici przez Mariusza w bitwie pod Vercellae

## Wydarzenia w Azji
- około 200 p.n.e.
  - najstarsza chińska księga astronomiczna (spisana na jedwabiu)
  - najwcześniejsze chińskie rozprawy medyczne i farmakologiczne
- 198 p.n.e. – władca syryjski Antioch III Wielki zdobył Palestynę
- 197 p.n.e. – początek panowania Eumenesa II króla Pergamonu (legendarny wynalazca pergaminu)
- 190 p.n.e.
  - Rzymianie pokonali pod Magnezją armię Antiocha III Wielkiego
  - Wiman podstępnie zdobywa tron Starożytnego Gojoseon
- około 185 p.n.e. – inwazja Baktryjczyków na Pendżab, upadek dynastii Maurjów, szczyt potęgi Greków baktryjskich
- 175 p.n.e. – Żydzi osiedlili się w Indiach
- 175–150 p.n.e. – broń i narzędzia z żelaza wchodzą do powszechnego użycia w Chinach
- 170 p.n.e. – zwycięstwo Xiongnu nad Yuezhi czyni ich panami azjatyckich stepów
- 170–141 p.n.e. – podbój przez Partów większości królestwa Seleucydów
- 167–160 p.n.e. – powstanie Judy Machabeusza w Judzie przeciw Seleucydom
- około 160 p.n.e. – Partowie podbili Medię i Iran
- 142 p.n.e. – Żydzi wyzwolili z rąk Seleucydów Jerozolimę i ustanowili ją stolicą swego państwa
- 141 p.n.e. – Partowie pod wodzą Mitrydatesa zdobywają Babilon
- około 141 p.n.e. – najazd Saków na państwo partyjskie i północne Indie
- 140 p.n.e. – założenie gminy w Kumran nad Morzem Martwym
- 138 p.n.e. – wyparcie Seleucydów z Iranu i Mezopotamii przez Mitrydatesa
- około 135 p.n.e. – wędrujący na zachód Yuezhi (Kuszanowie) najechali i zniszczyli Baktrię
- 134 p.n.e. – obserwacja gwiazdy supernowej w konstelacji Skorpiona (chińscy astronomowie)
- 132 p.n.e. – Aristonikos wszczął w Pergamonie powstanie przeciw Rzymowi
- 129 p.n.e. – Rzymianie zajęli Pergamon
- 128 p.n.e. – dynastia Han rozpoczęła wojny przeciwko Xiongnu
- 127 p.n.e. – początek panowania pierwszego mitycznego władcy Tybetu
- 117–116 p.n.e. – odkrycie bezpośredniej drogi morskiej z Egiptu do Indii
- 117–115 p.n.e. – dynastia Han zdobyła Gansu
- 113 p.n.e. – Chiny zajęły Wietnam
- 109 p.n.e. – wojska Starożytnego Gojoseon odparły najazd 60-tysięcznej armii chińskiej
- 108 p.n.e. – w wyniku drugiej inwazji chińskiej na Starożytny Gojoseon zginął król Ugo, wnuk Wimana
- 105 p.n.e. – urzędnik cesarza Chin Cai Lun odkrył technikę produkcji papieru
- 101 p.n.e. – Chiny podbiły Văn Lang

## Wydarzenia w Afryce
- około 200 p.n.e.
  - pojawienie się królestw berberyjskich w północnej Afryce
  - powstanie Jenne-jeno
- około 197 p.n.e. – powstanie kamienia z Rosetty
- 149–146 p.n.e. – Kartagina została całkowicie zniszczona w wyniku trzeciej wojny punickiej, terytorium państwa kartagińskiego zostało przekształcone w rzymską prowincję Afryka
- 105 p.n.e. – powstanie szkoły technicznej w Aleksandrii

## Wydarzenia w Ameryce
- około 200 p.n.e.
  - rozkwit kultury Nazca u wybrzeży Peru
  - powstanie państwa Teotihuacan w kotlinie Meksyku
- 150 p.n.e. – El Mirador staje się największym ośrodkiem cywilizacji Majów

## Wydarzenia w Australii
- około 200 p.n.e. – Polinezyjczycy osiedlają się na Tahiti

## Więcej wydarzeń w artykułach dotyczących poszczególnych lat
200 p.n.e. 199 p.n.e. 198 p.n.e. 197 p.n.e. 196 p.n.e. 195 p.n.e. 194 p.n.e. 193 p.n.e. 192 p.n.e. 191 p.n.e.
190 p.n.e. 189 p.n.e. 188 p.n.e. 187 p.n.e. 186 p.n.e. 185 p.n.e. 184 p.n.e. 183 p.n.e. 182 p.n.e. 181 p.n.e.
180 p.n.e. 179 p.n.e. 178 p.n.e. 177 p.n.e. 176 p.n.e. 175 p.n.e. 174 p.n.e. 173 p.n.e. 172 p.n.e. 171 p.n.e.
170 p.n.e. 169 p.n.e. 168 p.n.e. 167 p.n.e. 166 p.n.e. 165 p.n.e. 164 p.n.e. 163 p.n.e. 162 p.n.e. 161 p.n.e.
160 p.n.e. 159 p.n.e. 158 p.n.e. 157 p.n.e. 156 p.n.e. 155 p.n.e. 154 p.n.e. 153 p.n.e. 152 p.n.e. 151 p.n.e.
150 p.n.e. 149 p.n.e. 148 p.n.e. 147 p.n.e. 146 p.n.e. 145 p.n.e. 144 p.n.e. 143 p.n.e. 142 p.n.e. 141 p.n.e.
140 p.n.e. 139 p.n.e. 138 p.n.e. 137 p.n.e. 136 p.n.e. 135 p.n.e. 134 p.n.e. 133 p.n.e. 132 p.n.e. 131 p.n.e.
130 p.n.e. 129 p.n.e. 128 p.n.e. 127 p.n.e. 126 p.n.e. 125 p.n.e. 124 p.n.e. 123 p.n.e. 122 p.n.e. 121 p.n.e.
120 p.n.e. 119 p.n.e. 118 p.n.e. 117 p.n.e. 116 p.n.e. 115 p.n.e. 114 p.n.e. 113 p.n.e. 112 p.n.e. 111 p.n.e.
110 p.n.e. 109 p.n.e. 108 p.n.e. 107 p.n.e. 106 p.n.e. 105 p.n.e. 104 p.n.e. 103 p.n.e. 102 p.n.e. 101 p.n.e.